# NGC 7340
NGC 7340 (również PGC 69362) – galaktyka eliptyczna (E?), znajdująca się w gwiazdozbiorze Pegaza. Została odkryta 10 września 1849 roku przez George’a Stoneya – asystenta Williama Parsonsa. Galaktyka ta jest członkiem grupy NGC 7331.